# 骨齿凤丫蕨
骨齿凤丫蕨（学名：Coniogramme caudata）为裸子蕨科凤丫蕨属下的一个种。

## 扩展阅读
- 維基物種上的相關：骨齿凤丫蕨